# Tasiocera (Tasiocera) pernodulosa
Tasiocera (Tasiocera) pernodulosa is een tweevleugelige uit de familie steltmuggen (Limoniidae). De soort komt voor in het Australaziatisch gebied.